# Xoanodera regularis
Xoanodera regularis (лат.) — вид жуков-усачей из подсемейства собственно усачей. 

## Описание
Усики короче тела или немного длиннее его. Вершина первого членика усиков заострённая. Боках переднегруди нет киля или бугорка. Переднеспинка сильно сужена спереди и сзади, с глубокой продольной бороздкой посередине. Надкрылья у вершины окаймлённые с шипами на вершине и вдоль шва. Распространён в Индии, Мьянме и Таиланде, а также в Лаосе. Кормовым растением является фикус каучуконосный.